# Plaça Major del Pont de Suert
La plaça Major és una obra del Pont de Suert (Alta Ribagorça) inclosa a l'Inventari del Patrimoni Arquitectònic de Catalunya.

## Descripció
Plaça antiga de la vila, porxada en major part, eixamplament de la trama de carrers units en aquest nus on van a parar cinc vials del barri vell.
Presideix la plaça la casa de la Vila, antigament Ca del Notari, essent la resta d'edificis més antics i amb semblant tipologia i porxos als baixos.
Tot el conjunt té de tres a quatre plantes d'alçada, amb cobertes vessants sobre la plaça, amb ràfecs i voladís, típicament medievals i teulades de teula àrab. Hi ha arrebossats de les façanes molt deteriorats.

## Història
La població té el seu origen en el pont vell sobre la Noguera Ribagorçana.
El despoblat de Suert, que li dona el nom, és esmentat ja el 1016. Prengué importància per la seva situació en una cruïlla de camins.